# Hannah Lynch
Hannah Lynch (Dublin, 25 de março de 1859 — Paris, 9 de janeiro de 1904) foi uma feminista, romancista, jornalista e tradutora irlandesa.